# 伊朗國家女子排球隊
伊朗國家女子排球隊是代表伊朗參賽的國家女子排球隊。伊朗女排首次參加的正式比賽是1964年夏季奥林匹克运动会的資格賽。伊朗女排曾於1966年亞運會上奪得銅牌，這一獎牌也是伊朗女排首次奪得的國際間賽事的獎牌。